# Joop Campioni
Joop Campioni (Roermond, 4 agosto 1901 – 4 gennaio 1962) è stato un calciatore olandese, di ruolo centrocampista.

## Carriera
A livello di club, Joop Campioni ha giocato nelle file dell'HVV. Ha giocato anche due partite con la maglia della Nazionale olandese, entrambe ad Amsterdam, la prima il 28 marzo 1921 contro la Svizzera (2-0) e la seconda l'8 maggio dello stesso anno contro l'Italia (2-2).

## Statistiche

### Cronologia presenze e reti in Nazionale
| Cronologia completa delle presenze e delle reti in nazionale ― Paesi Bassi | Cronologia completa delle presenze e delle reti in nazionale ― Paesi Bassi | Cronologia completa delle presenze e delle reti in nazionale ― Paesi Bassi | Cronologia completa delle presenze e delle reti in nazionale ― Paesi Bassi | Cronologia completa delle presenze e delle reti in nazionale ― Paesi Bassi | Cronologia completa delle presenze e delle reti in nazionale ― Paesi Bassi | Cronologia completa delle presenze e delle reti in nazionale ― Paesi Bassi | Cronologia completa delle presenze e delle reti in nazionale ― Paesi Bassi |
| Data                                                                       | Città                                                                      | In casa                                                                    | Risultato                                                                  | Ospiti                                                                     | Competizione                                                               | Reti                                                                       | Note                                                                       |
| -------------------------------------------------------------------------- | -------------------------------------------------------------------------- | -------------------------------------------------------------------------- | -------------------------------------------------------------------------- | -------------------------------------------------------------------------- | -------------------------------------------------------------------------- | -------------------------------------------------------------------------- | -------------------------------------------------------------------------- |
| 28-3-1921                                                                  | Amsterdam                                                                  | Paesi Bassi                                                                | 2 – 0                                                                      | Svizzera                                                                   | Amichevole                                                                 | -                                                                          |                                                                            |
| 8-5-1921                                                                   | Amsterdam                                                                  | Paesi Bassi                                                                | 2 – 2                                                                      | Italia                                                                     | Amichevole                                                                 | -                                                                          |                                                                            |
| Totale                                                                     |                                                                            | Presenze                                                                   | 2                                                                          |                                                                            | Reti                                                                       | 0                                                                          |                                                                            |